# Piotr Szembek

Armoiries de la famille Szembek

Piotr Szembek  comte (17 janvier 1816) de Siemianice, né le 14 décembre 1788 à Varsovie,  mort le 21 juin 1866 à Siemianice), est un général de division polonais de l'Insurrection de novembre 1830.

## Biographie
Piotr Szembek est le fils de Józef Ignacy Szembek (pl) et de Kunegunde Walewska. En 1813 il se marie à Gdańsk avec Frédérique Becu de Tavernier, dont il aura un enfant  nommé Aleksander Szembek (1815-1884) (pl).
Il effectue des études à l'Académie militaire de Berlin. En 1807, il s'engage dans les armées du Duché de Varsovie puis du Royaume de Pologne.
Au début de l'insurrection de novembre 1830 Piotr Szembek est gouverneur militaire de Varsovie entre le 4 décembre 1830 et le 16 décembre 1830, et membre du conseil de guerre. Général commandant de la 4e division d'infanterie, il participe activement aux batailles de Wawer et de Grochów. En conflit avec le commandant en chef, le général Jan Zygmunt Skrzynecki, il est démis de ses fonctions militaires. Il poursuit sa carrière militaire comme volontaire dans le corps de Julian Sierawski. À la fin de la guerre, il s'installe dans sa propriété de Siemianice, près de Kępno en Grande-Pologne.

## Distinctions
- Ordre de Saint-Stanislas : classe II décerné par Nicolas Ier de Russie[3]
- Chevalier de la Légion d'honneur[4]